# Snitz Edwards
Snitz Edwards (1 de enero de 1868 – 1 de mayo de 1937) fue un notable actor cinematográfico estadounidense que trabajó en el cine mudo y en la década de 1930.

## Biografía
Su verdadero nombre era Edward Neumann, y nació en Budapest, Hungría (entonces parte del Imperio austrohúngaro), en el seno de una familia de origen judío.  Edwards emigró a los Estados Unidos y llegó a ser un actor de éxito en el teatro de Broadway en los primeros años del siglo XX. Su primer show fue la comedia musical Little Red Riding Hood, que se estrenó el 8 de enero de 1900. Edwards actuó con frecuencia en producciones de prominentes directores teatrales, tales como Arthur Hammerstein y Charles Frohman. También viajó con compañías teatrales en giras por Estados Unidos y América del Sur. 
Edwards se adaptó al cine con facilidad y fue rápidamente alabado como un actor de carácter con talento. Con su rostro expresivo y "hogareño", fue elegido por muchos directores para papeles ligeros y humorísticos, en muchos casos en personajes pensados como contraste a los interpretados por los actores principales. 
En su pico a finales de la década de 1910 e inicios de la de 1920, Edwards actuó con algunos de los más famosos actores de la época, incluyendo a Mary Pickford, Clara Kimball Young, Barbara La Marr, Douglas Fairbanks, Wallace Reid, Lila Lee, Colleen Moore, Lionel Barrymore, Conrad Nagel, Owen Moore, Mildred Harris, Rod La Rocque, Ramón Novarro, Marion Davies y muchos más. En 1925 fue elegido para interpretar uno de sus papeles más memorables, el de Florine Papillon en el éxito de taquilla dirigido por Rupert Julian El Fantasma de la Ópera, frente a Lon Chaney y Mary Philbin. También es de destacar su trabajo junto a Fairbanks en The Thief of Bagdad (El ladrón de Bagdad).
Edwards estuvo casado con la actriz Eleanor Taylor. La pareja tuvo tres hijas: Cricket, Evelyn y Marian. Edwards fue una popular personalidad de Hollywood, y junto a su mujer participó intensamente en la vida social de la ciudad.
Edwards también fue escogido personalmente por el actor y director Buster Keaton para trabajar en tres de sus filmes: Seven Chances (Las siete ocasiones) (1925), Battling Butler (El boxeador) (1926), y el muy popular título de 1927 College (El colegial). 
En los primeros años treinta y con la llegada del cine sonoro, Edwards ya había cumplido los 60 años y sufría una artritis invalidante, pero siguió activo hasta su último papel en el drama criminal dirigido en 1931 por William A. Wellman El enemigo público, con los actores Jean Harlow, James Cagney, y Joan Blondell. Originalmente su personaje iba a ser más significativo, pero las primeras escenas de la película se rodaron bajo la lluvia y el actor cayó gravemente enfermo. Por este motivo su personaje aparece en pantalla muy poco tiempo.
Edwards falleció en 1937 en Los Ángeles, California, a los 69 años de edad.